# Agrilus langei
Agrilus langei es una especie de insecto del género Agrilus, familia Buprestidae, orden Coleoptera. Fue descrita científicamente por Obenberger, 1935.
Se encuentra en México y el sur de Estados Unidos.